# Ptilichthys goodei
Ptilichthys goodei és l'única espècie de peix de la família dels ptilíctids i del gènere Ptilichthys.

## Etimologia
Del grec ptylon (ploma) i ichthys (peixos).

## Descripció
Fa 40 cm de llargària màxima, encara que la seua mida normal és de 15,5. Cos molt prim, allargat i de groc o taronja a gris verdós amb una franja fosca travessant-lo. Cap petit (entre 4-7% la longitud del cos) amb un parell d'orificis nasals, un apèndix carnós a la símfisi de la mandíbula inferior, dents còniques i esmolades (sense dents palatines ni vomerianes) i les membranes branquials força unides i lliures de l'istme. Aletes dorsal i anal llargues, altes i amb l'aparença de les plomes de l'ala d'un ocell o d'una ploma d'escriure, les quals conflueixen amb la caudal (força reduïda). 90 espines i 137-145 radis tous a l'aleta dorsal i cap espina i 185-196 radis tous a l'anal. Aletes pectorals arrodonides i amb 11-13 radis. Absències de les aletes pèlviques i de la bufeta natatòria. 236-240 vèrtebres. Escates cicloïdals, molt petites, disperses o absents. Branquiespines semblants a protuberàncies gruixudes.

## Depredadors
És depredat pel salmó platejat (Oncorhynchus kisutch), Oncorhynchus tshawytscha i Gadus macrocephalus.

## Hàbitat i distribució geogràfica
És un peix marí, demersal (fins als 360 m de fondària) i de clima temperat (66°N-42°N), el qual viu al Pacífic nord: la plataforma continental des del Japó, la mar del Japó, la mar d'Okhotsk, les illes Kurils i les illes del Comandant fins al sud del mar de Bering (incloent-hi les illes Aleutianes), la Colúmbia Britànica (el Canadà) i les costes de Washington i d'Oregon (els Estats Units).

## Observacions
És inofensiu per als humans, migra a la superfície durant la nit per a nodrir-se i descendeix a aigües més fondes durant el dia, s'enterra en el fang o la sorra si se sent amenaçat i és atret per les llums de molls i vaixells.